# Орден Терезы
Орден Терезы (нем. Theresienorden) — женский орден, учрежденный 12 декабря 1827 года королевой Терезой Баварской для незамужних малоимущих женщин знатного баварского происхождения,  отличившихся своей деятельностью в области милосердия и благотворительности. Сама королева Тереза являлась великим магистром ордена.

## История
Задача ордена заключалась в том, чтобы позволить достойной и благородной баварской девушке, оставшейся незамужней, получать пенсию. Она должна была быть законнорожденной, старше десяти лет и исповедовать христианскую веру. Если девушка выходила замуж или получала наследство,  то право на пенсию связанную с орденом она теряла. Первоначально было только 12 дам, половина из которых получала 300 гульденов в год, а другая — 100 гульденов в год. Богатые дамы также могли присоединиться к ордену, заплатив вступительный взнос 220 гульденов для иностранцев и 55 гульденов для граждан. Пенсию они не получали, но считались почетными дамами ордена. 
- Орденский праздник — 15 октября, День святой Терезы.
- Период награждения — с 1827 по 1923 год.

## Описание

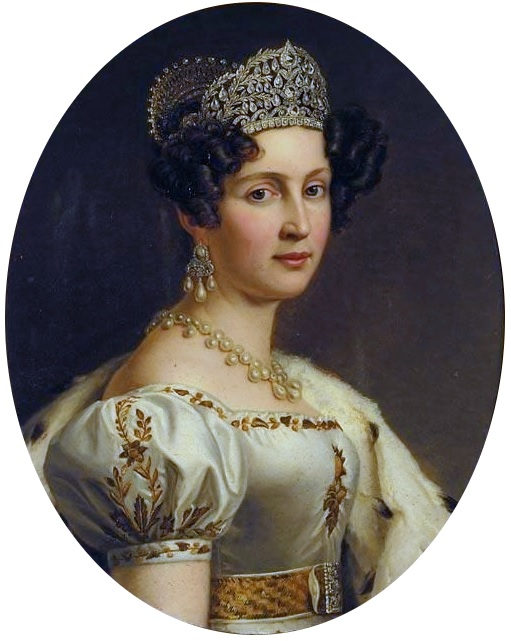
Тереза Баварская

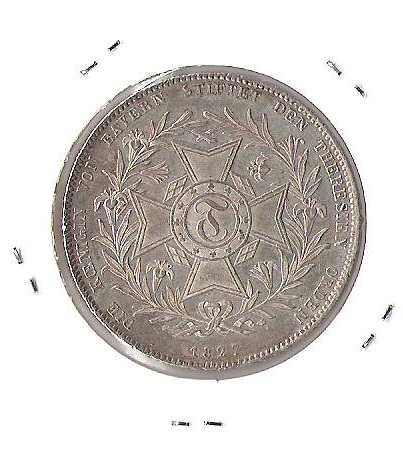
Крест ордена Терезы на историческом талере 1827 года, отчеканенном в честь его учреждения

Знак Ордена представлял собой золотой мальтийский крест светло-голубой эмали с краями белой эмали и золотой каймой. Крест был подвешен к королевской короне. Между сторонами креста расположены четыре ромба с бело-голубыми полями. В центре медальон белой эмали - золотой инициал учредительницы Т (как правило, украшенный бриллиантами только для самых знатных дам). По окружности белой эмали располагались цветы руты зеленой эмали. 
На оборотной стороне — дата учреждения: 1827. По окружности — девиз ордена: UNSER ERDENLEBEN SEY GLAUBE AN DAS EWIGE (Наша земная жизнь есть вера в бессмертие). Знак носился на банте из орденской ленты (белой с двумя голубыми полосками) на левой стороне груди либо, в праздничные дни, — чрез плечо на ленте у левого бедра .
Несмотря на отмену монархии в 1918 году, орден Терезы продолжал вручаться в династическом порядке. Всего было вручено орденов первого класса: крест с короной и шифром в бриллиантах  (108 наград); крест с шифрованием в бриллиантах (237 наград) и простой крест (750 наград); второго класса — простой крест (72 награды).